# فصول بابا سيدنا السبعة
فُصُول بَابَا سَيدنا السَبعَة هو مجلد ليس له مؤلف معروف. يُنسب هذا العمل في المقدمة إلى بابا سيدنا (حسن الصباح)، ولكن بالنظر إلى أن تاريخ كتابة النسخة، والذي يفترض أنه بعد ثمانين سنة من وفاته، فإن هذه المسألة محل شك.  وموضوعه هو المعتقدات الإسماعيلية ومعتقدات حسن الصباح.
في الواقع، كانت فصول سيدنا السبعة بمثابة بداية لتقليد التأريخ الذي تشكل في آلموت.
وقد استخدم هذا عدد من المؤرخين أمثال عطاء ملك الجويني صاحب تاريخ جهانكشاى، ورشيد الدين الهمذاني صاحب جامع التواريخ، وأبو القاسم عبد الله بن علي الكاشاني صاحب زبدة التواريخ، الذي هو كتاب في العصر المغولي ذُكر اسمه في التاريخ الإسماعيلي.